# 凌銳控股
凌銳控股有限公司，簡稱凌銳控股（英語：LING YUI HOLDINGS LIMITED，港交所：784），在2007年，由主席李劍明在總部香港成立「明利基礎工程有限公司」。業務在香港經營建築機械營造，包括大口徑鑽孔樁、撞擊式打樁、套入岩石鋼樁、微型樁、大型挖掘和橫向支撐工程。
股份在2017年12月28日於港交所主板上市。發行售股定價為0.55港元，售股數目為2億股，而集資額為1.1億港元，用作基工程項目的初始成本提供資金。

## 連結
- lingyui.com.hk